# Aeroportul Porto Seguro
Aeroportul Porto Seguro (IATA: BPS, ICAO: SBPS) este un aeroport din Bahia, Brazilia ce deservește zona Porto Seguro. Aeroportul a fost tranzitat în 2022 de 2.008.507 pasageri. A fost numit după zona deservită.
Situat la o altitudine de 51 m, aeroportul dispune de 1 pistă.

## Infrastructură

### Piste
Aeroportul dispune de o singură pistă. Pista 10/28 are suprafața de asfalt și dimensiunile 2.000 m × 45 m. 